# Columnea sulfurea
Columnea sulfurea är en tvåhjärtbladig växtart som beskrevs av John Donnell Smith. Columnea sulfurea ingår i släktet Columnea och familjen Gesneriaceae. Inga underarter finns listade i Catalogue of Life.